# Statssekretariatet för Finland
Statssekretariatet för Finland i Sankt Petersburg inrättades genom ett manifest 1826. Statssekretariatet för Finland förestods av en statssekreterare, sedermera ministerstatssekreterare, och upptog till behandling alla de ärenden rörande Finlands civila förvaltning som enligt landets grundlagar skulle granskas och avgöras av kejsaren. Statssekreterarämbetets kansli var uppdelat på två avdelningar, en för rysk och en för svensk korrespondens. Statssekretariatet för Finland disponerade över en egen byggnad, där översta våningen upptogs av ministerstatssekreterarens ämbetsbostad. 